# Mühlenplatz (Solingen)
Der Mühlenplatz ist ein zentraler Platz in der Solinger Innenstadt. Der Name des Platzes leitet sich von der ehemaligen Stadtwindmühle ab, die nördlich der Stadt von 1515 bis 1860 bestanden hat. Das früher sogenannte Mühlenplätzchen war zu seiner Zerstörung im Zweiten Weltkrieg lediglich ein kleiner Platz im Norden der Solinger Altstadt, der ab 1949 in viel größerer Form neu errichtet wurde. Seit Ende der 1990er Jahre wird der Platz durch die Clemens-Galerien dominiert.

## Beschreibung

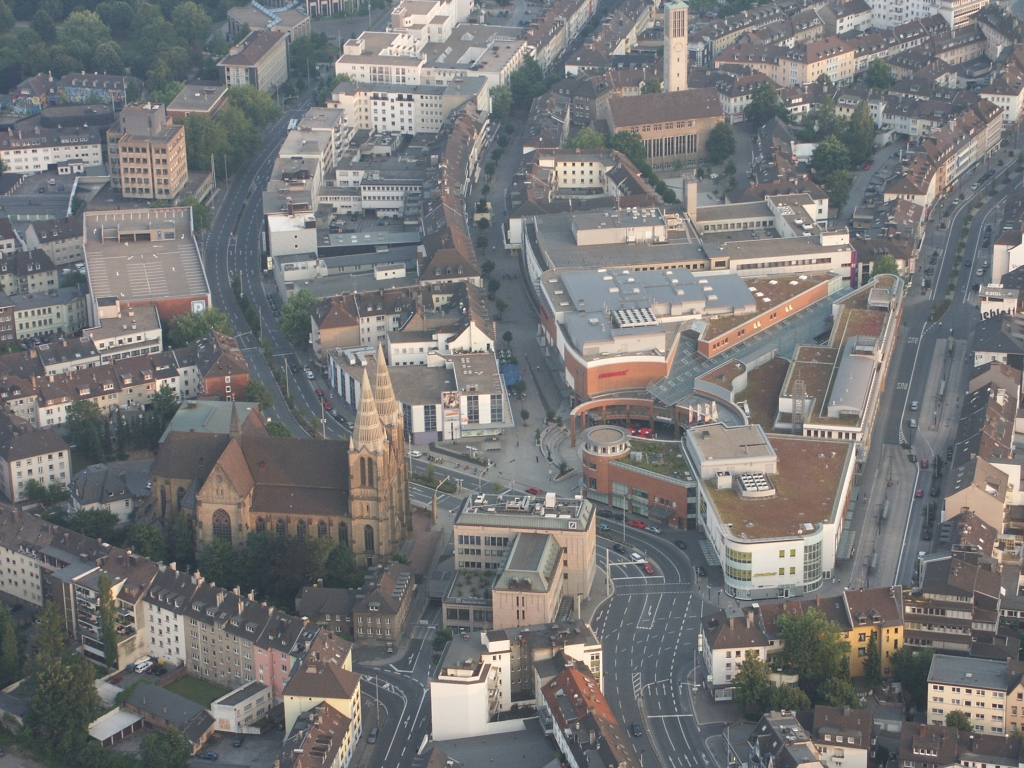
Mühlenplatz in einer Luftaufnahme (2003)

Der Mühlenplatz liegt zwischen der Konrad-Adenauer-Straße, der Goerdelerstraße und der St.-Clemens-Kirche im Norden, der Hauptstraße im Osten, der Kölner Straße im Süden und dem Einkaufszentrum Clemens-Galerien im Westen.
Die Clemens-Galerien türmen sich halbrund um den ovalen Platz auf, der auf der Seite der Hauptstraße, da etwas tiefer liegend, durch Treppen erschlossen ist. In der Mitte des Platzes befinden sich Wasserspiele. Der Standort der ehemaligen Windmühle entspricht heute ungefähr der Mitte des Platzes.:23

## Geschichte

### Entstehung der Windmühle
Die Stadt Solingen, die seit dem Mittelalter durch die Fertigung von Schwertern und anderen Schneidwaren zu einigem Ruhm gelangt war, war seit 1363 Sitz des Amtes Solingen und besaß seit dem Jahre 1374 die Stadtrechte. Nach 1450 wurde der Stadtkern befestigt. Wassergetriebene Mühlen, durch die zahlreichen Bäche angetrieben, gab es einige rund um die Stadt. Eine Windmühle existierte Anfang des 16. Jahrhunderts jedoch noch nicht.
Die Bauzeit der Windmühle von 1515 bis 1516 fiel in eine Periode wirtschaftlichen Aufschwungs, was sich etwa anhand der sprunghaft ansteigenden Steuereinnahmen zeigte. Konkrete Gründe für den Bau der Windmühle könnten gewesen sein, dass man sich von den umliegenden wassergetriebenen Mühlen unabhängig machen wollte, die möglicherweise bei Frost oder Trockenheit stillgestanden hatten. Des Weiteren könnte der Bau der Windmühle auf einen gestiegenen Bedarf an zu mahlendem Mehl zurückzuführen sein. Auch stellte die Stadt Solingen mit der Errichtung einer Zwangswindmühle, in der alle Bäcker mahlen lassen mussten, gerechte Preise für die Bevölkerung sicher und konnte auf den so wichtigen Brotpreis Einfluss nehmen. Eine Wind- statt einer Wassermühle wurde errichtet, da die geographischen Gegebenheiten keine Wassermühle zuließen, Bäche gab es in der Stadt keine, die Stadt lag auf einem Höhenrücken. Geplant war eine Bockwindmühle, also eine Mühle, bei der das gesamte Mühlenhaus auf einem einzigen Pfahl steht.
Vor dem Neutor, auf einem zum städtischen Territorium gehörenden Grundstück nördlich des Stadtwalls, das auf einer Anhöhe lag, bot sich eine Windmühle geradezu an. Der Grund war seit eineinhalb Jahrhunderten im Besitz der Abtei Altenberg, das 1363 den Solinger Fronhof gekauft hatte. Beide Parteien schlossen am 10. November 1516 einen Vertrag, wonach die Stadt für ihre Windmühle ein Grundstück in Erbpacht nahm und im Gegenzug jährlich zwei Malter Roggen Gerresheimer Maßes (rund vier Zentner) zahlte. Bei nicht erfolgender Zahlung würde die Mühle an das Kloster fallen, das sich wiederum verpflichtete im Umfeld der Mühle keine Gebäude zu errichten oder Bäume zu pflanzen. Vor Baubeginn hatte die Stadt zusätzlich noch Herzog Johann um Erlaubnis zu bitten, da auch die Ausbeutung der Windressourcen landesherrliches Privileg war. Johann genehmigte den Bau der Windmühle gegen eine jährliche Zahlung von drei Malter Roggen (sechs Zentner), die an die Kellnerei Burg zu entrichten waren.:4ff.

### 16. bis 18. Jahrhundert

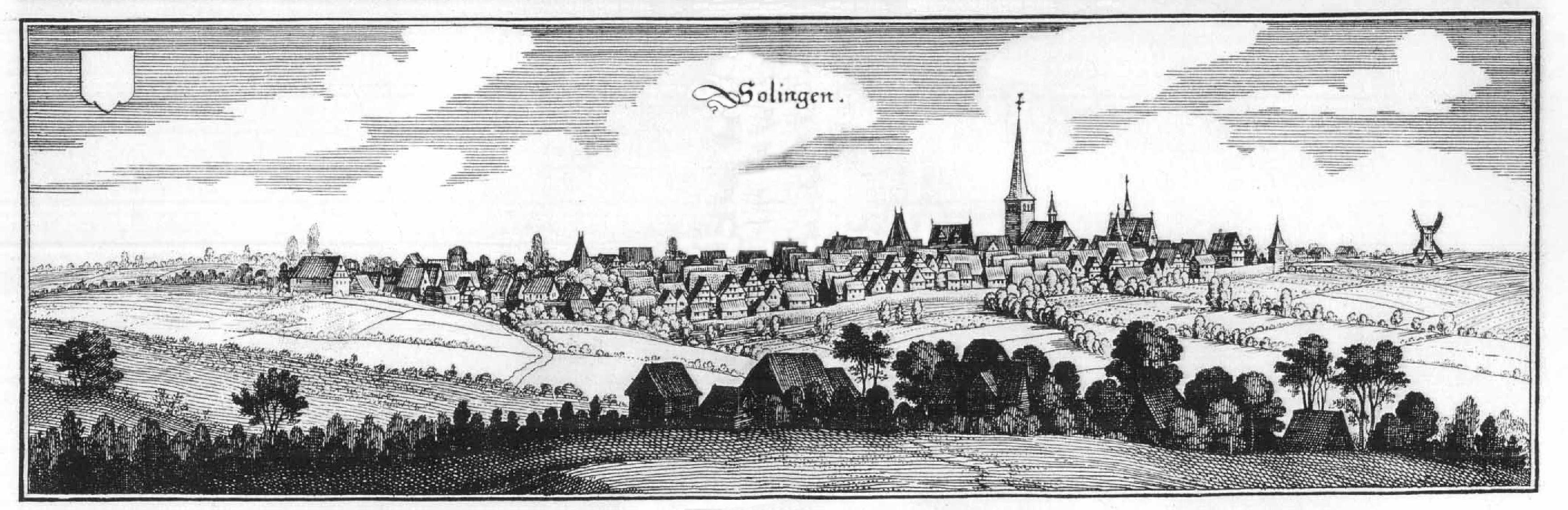
Stadtansicht mit der Windmühle rechts (1647)

Nach dem Bau der Windmühle wurden alle Solinger Bäcker verpflichtet, in der Zwangsmühle mahlen zu lassen. Davon konnte man nur Abstand nehmen, wenn sich der Müller nicht imstande sah, das Getreide innerhalb einer gewissen Zeitspanne zu mahlen. Damit die Monopolstellung des Müllers nicht zum Nachteil wurde – dieser war kein städtischer Beamter, sondern pachtete die Mühle lediglich von der Stadt – wurde ein Höchstpreis für das Mehl festgesetzt.
Insgesamt hatte die Mühle eine wechselvolle Geschichte, da sie ungeschützt vor den Toren der Stadt lag und im etwa Dreißigjährigen Krieg als Wachposten genutzt wurde. Getreide wurde in diesen Zeiten nicht gemahlen, da sonst die Gefahr bestanden hätte, es könnte in den Besitz der Feinde gelangen. In Friedenszeiten waren an der Mühle häufig Reparaturen nötig oder sie musste gar nach Sturmschäden ganz neu errichtet werden. Seit dem Jahre 1740 gab es zusätzlich zur Windmühle eine von Pferden angetriebene Roßmühle, die bis in die 1790er Jahre in Betrieb war. 1788 wurde die Windmühle erneut zerstört und konnte nicht weiter verwendet werden. Zu einem Neubau konnte man sich erst nicht durchringen, errichtete schließlich aber doch eine neue Mühle, diesmal als widerstandsfähigere Holländerwindmühle aus Stein, bei der sich nur die Flügel drehten. Doch dieser Neubau war teuer und riskant, es mussten hohe Kredite aufgenommen werden und eine sichere Zukunftsperspektive gab es nicht. Städtische Zwangswindmühlen waren zu dieser Zeit kaum noch en vogue.
Bereits seit dem 17. Jahrhundert ist für den Bereich der Einmündung der heutigen Kölner Straße in die Hauptstraße der Name Mühlenplätzchen belegt.:7ff.

### 19. Jahrhundert bis 1944
Nach der Einführung des französischen Rechts zu Beginn des 19. Jahrhunderts war die Mühle längst keine Zwangswindmühle mehr. 1809 wurde die Gewerbefreiheit eingeführt, ein Mühlenzwang bedeutete das glatte Gegenteil, so dass er 1811 aufgehoben wurde. Dies hatte eine weitere Verschlechterung der Mühleneinnahmen zur Folge und die Stadt verkaufte die Mühle schließlich 1817 für 3.300 Reichstaler an eine Bäckergemeinschaft, auch wenn damit nur ein Teil der auf der Mühle lastenden Hypotheken beglichen werden konnten.
Nach der Säkularisation der Klöster im Jahre 1803 gingen deren Besitztümer vielfach auf den Staat über. So auch der Grund, auf dem die Windmühle stand. Für Erbpächter wie die Bäckergemeinschaft galt die Regelung, dass der in Erbpacht befindliche Grund gegen Zahlung einer Grundrente an den Staat in den Besitz des Erbpächters überging. Im Jahre 1828 erfolgte die Ablösezahlung der Bäckergemeinschaft in Höhe von 274 Reichstalern 15 Silbergroschen, die dem Geldwert der Abgaben von zwanzig Jahren entsprachen. 

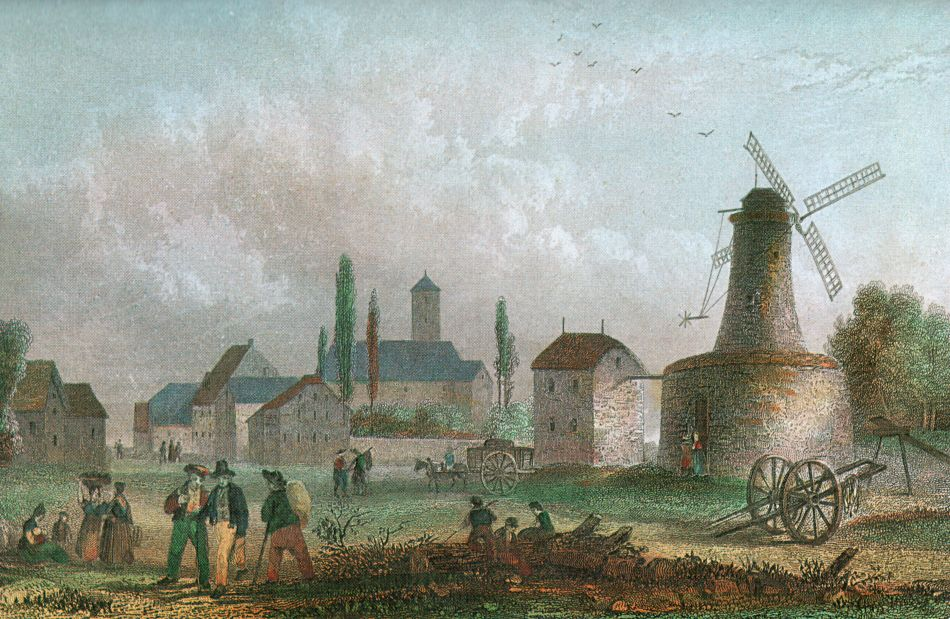
Windmühle (um 1840)

Im Jahre 1815 wurde das Neutor als letztes Stadttor abgerissen. Eine nördliche Vorstadt hatte sich durch die Windmühle nicht entwickeln können und entwickelte sich auch in der ersten Hälfte des 19. Jahrhunderts nur zögerlich. Erst 1826/1827 entstanden die ersten neuen Häuser, darunter die katholische Kirche (heute etwa Ecke Haupt- und Kasinostraße). Bis zur Mitte des 19. Jahrhunderts nahm man bei Neubauten noch auf die Mühle Rücksicht und baute etwa nicht in der Hauptwindrichtung. In den 1850er Jahren wurde die Brüderstraße (heute Mummstraße) angelegt und bis in die erste Hälfte der 1860er Jahre mit Häusern bebaut. Damit war die Windmühle am Ende. Sie wurde 1856 stillgelegt und schließlich im Jahre 1860 abgerissen.:9f.
Durch das enorme Wachstum der Bevölkerung wurde in ganz Solingen viel gebaut. Der Platz, auf dem die Mühle gestanden hatte, wurde ringsum bebaut, auch wenn in der sich in der Mitte noch Gärten befanden. Um 1900 wich die Bebauung nahezu vollständig moderneren Geschäftsbauten des Historismus. 1929 eröffnete das Kaufhaus Tietz (später Kaufhof) seine Filiale. Das Gasthaus zur Dehle, ein verschiefertes Fachwerkhaus aus der Zeit vor dem Abriss des Neutors wurde 1933 zugunsten einer Straßenerweiterung abgerissen.
Am 4. und 5. November 1944 wurde die Altstadt bei mehreren Luftangriffen auf Solingen im Zweiten Weltkrieg nahezu vollständig zerstört, auch das Mühlenplätzchen glich einem Trümmerhaufen.:13

### Nachkriegszeit bis heute

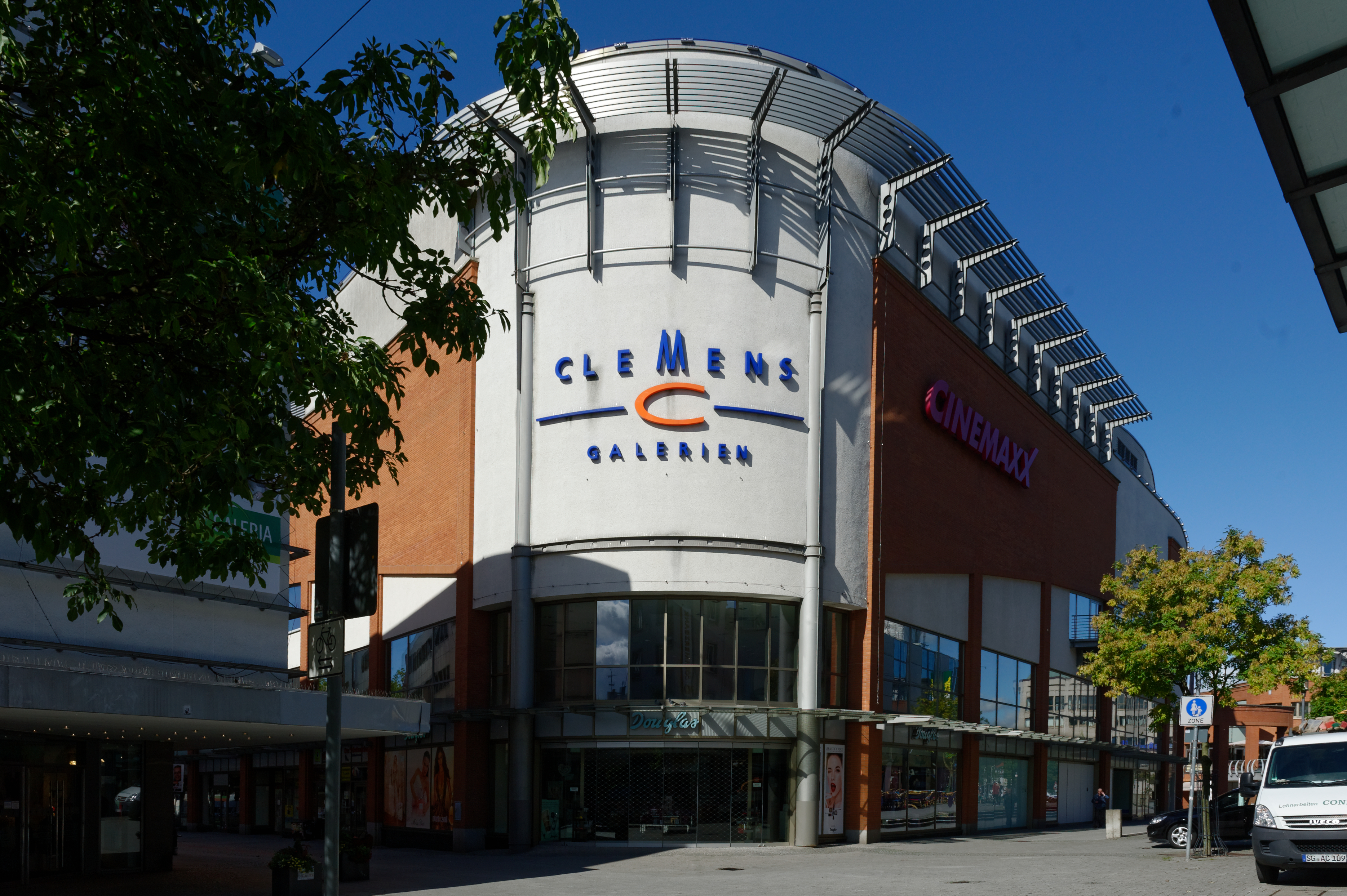
Clemens-Galerien (2015)

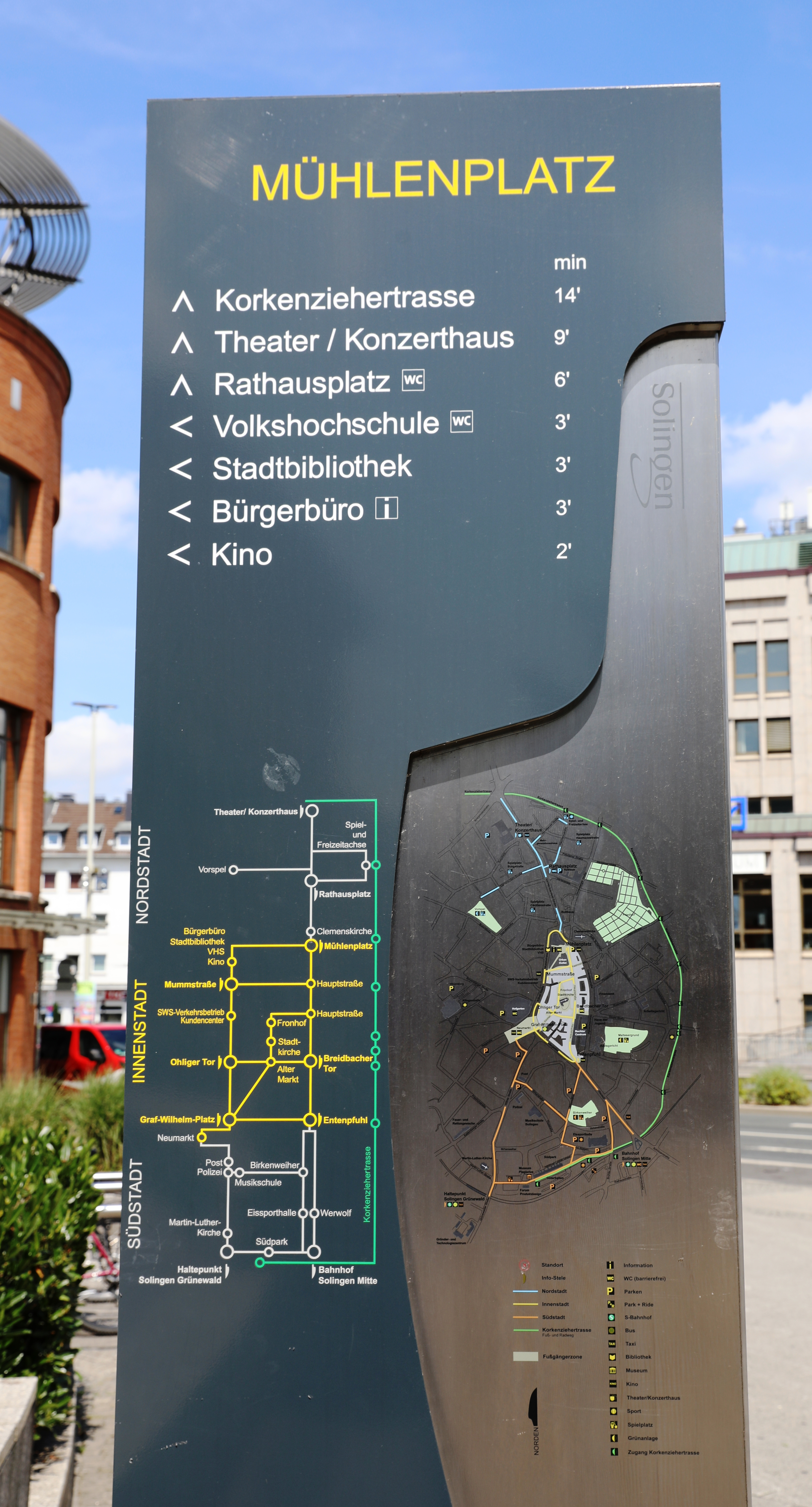
Schild am Mühlenplatz

Die unmittelbare Nachkriegszeit war durch zahllose Diskussionen hinsichtlich einer Verlegung der Innenstadt geprägt, so dass ein Wiederaufbau zunächst in weite Ferne geriet. So lange wollten die Solinger Händler nicht warten. Auf private Initiative des Solinger Architekten Wilhelm Klein gründete sich 1949 eine Geschäftsstätten Gemeinschaft, die, nachdem sich abzeichnete, dass die Innenstadt an alter Stelle wieder aufgebaut werden sollte, auf dem Mühlenhof ein provisorisches Geschäftsviertel aus Baracken errichtete. Ein Neuordnungsplan der Innenstadt, der eine östliche Umgehungsstraße (die Goerdelerstraße) vorsah, wurde erst im gleichen Jahr beschlossen. Das Mühlenhofviertel war erfolgreich und lockte viele Kunden an. Als in den Folgejahren immer mehr Geschäfte in die neu errichteten Gebäude in der Innenstadt umzogen, wurde das Barackenviertel schließlich 1961 abgerissen.
Die neue Platzgestaltung entsprach nicht dem Vorbild des historischen Mühlenplätzchens, sondern war um ein Vielfaches größer. Ziel war unter anderem, dass Clemenskirche städtebaulich wirksamer in Erscheinung treten sollte. Als erstes Geschäft im an gleicher Stelle an der Hauptstraße neu errichteten Gebäude eröffnete der Kaufhof am 28. September 1950 im Erdgeschoss bereits vier Monate nach dem Abriss der alten Ruine und noch bevor das Obergeschoss fertiggestellt war. 1956 erfolgte eine Aufstockung um ein weiteres Stockwerk. Das Gebäude der Deutschen Bank, das die Bombenangriffe überstanden hatte, wurde 1955 mit Resten des Vorgängerbaus neu errichtet. Die Clemenskirche erhielt für ihre zerstörten Türme neue Betonspitzen des Architekten Dominikus Böhm. Das Kriegerdenkmal vor der Deutschen Bank wurde am 30. November 1955 abgerissen.
Aufgrund des rasant ansteigenden Verkehrs wich man von den ursprünglichen Plänen ab, den Mühlenhof wieder zu bebauen. Stattdessen sollte er Teil eines zweibahnigen Straßenringes werden, der mit Goerdelerstraße, Ufergarten und Kölner Straße einmal rund um die wiederaufgebaute Altstadt führen sollte. Die Stadt Solingen entschied sich für diese Variante nach einem Gutachten 1962, nachdem ein Gutachten der Industrie- und Handelskammer, das einen Einbahnring um die Altstadt vorsah, die Verantwortlichen nicht überzeugen konnte. Auf dem Mühlenhof entstand ein Verkehrsknotenpunkt, bei dem die Goerdelerstraße in die Hauptstraße einmündete. Nördlich des Kaufhof entstand der neue Mühlenplatz, der durch Grünanlagen von der Hauptverkehrsstraße abgeschirmt wurde. Die Bauarbeiten waren im Jahre 1966 abgeschlossen. In den Folgejahren fanden auf dem Mühlenplatz oftmals Kundgebungen und Demonstrationen statt. Auch die Schachspiele etablierten sich rasch. Im Jahre 1976 wurde der Wochenmarkt vom zum Busbahnhof umgestalteten Neumarkt auf den Mühlenplatz verlegt.:14ff.
Nach umfangreichen Diskussionen in der Politik wurde ab dem Jahre 1997 wurde der Mühlenplatz erneut tiefgreifenden Änderungen unterzogen. Geplant war der Bau der Clemens-Galerien, eines großen, neuen Einkaufszentrums mit neu gestaltetem Mühlenplatz. In diesem Zusammenhang sollte auch die vierspurige Straße quer über den Mühlenplatz zurückgebaut werden. Ankermieter des Zentrums sollten unter anderem das Bürgerbüro, die Stadtbibliothek und die Volkshochschule sein. Für das Projekt fand sich die holländische Multi Development Corporation (MDC) als Investor. Am 28. September 1997 fand auf dem Platz eine Aufbruchfete statt. Am 4. Februar 1998 war offizieller Baubeginn, am 27. April 2000 wurde der Komplex eröffnet.:77
Seit Eröffnung des Einkaufszentrums Hofgarten am Graf-Wilhelm-Platz im Herbst 2013 hatten die Clemens-Galerien zahlreiche Abgänge zu verzeichnen, auch die Kundenfrequenz nahm kontinuierlich ab. Der neue Investor Sunrise gab am 28. September 2015 bekannt, die Clemens-Galerien zum Outletcenter MyUrbanOutlet Solingen umzugestalten. Mit zahlreichen Glasflächen soll auch das Gebäude ein neues Gesicht erhalten. Baubeginn war April 2016, die Eröffnung war für Oktober 2016 geplant. Da es jedoch an Ankermietern fehlte, wurde das Projekt erfolglos beendet. Die Clemens-Galerien wurden im Jahr 2017 erneut verkauft, Geschäftsführer ist Jochen Stahl. Mit Tedi, KiK, Rossmann, Intersport und zwei Gastronomiebetrieben konnten neue Mieter gefunden werden.
Bereits im Herbst 2018 sollte der Mühlenplatz saniert und umgebaut werden, um die Aufenthaltsqualität des Platzes zu erhöhen. Nach mehrmaligen Verzögerungen starteten die Bauarbeiten schließlich Im Dezember 2020. Die Baukosten in Höhe von 600.000 Euro werden teils durch Städtebaufördermittel finanziert, teils vom Investor der Clemens-Galerien übernommen.